# Caá Yarí

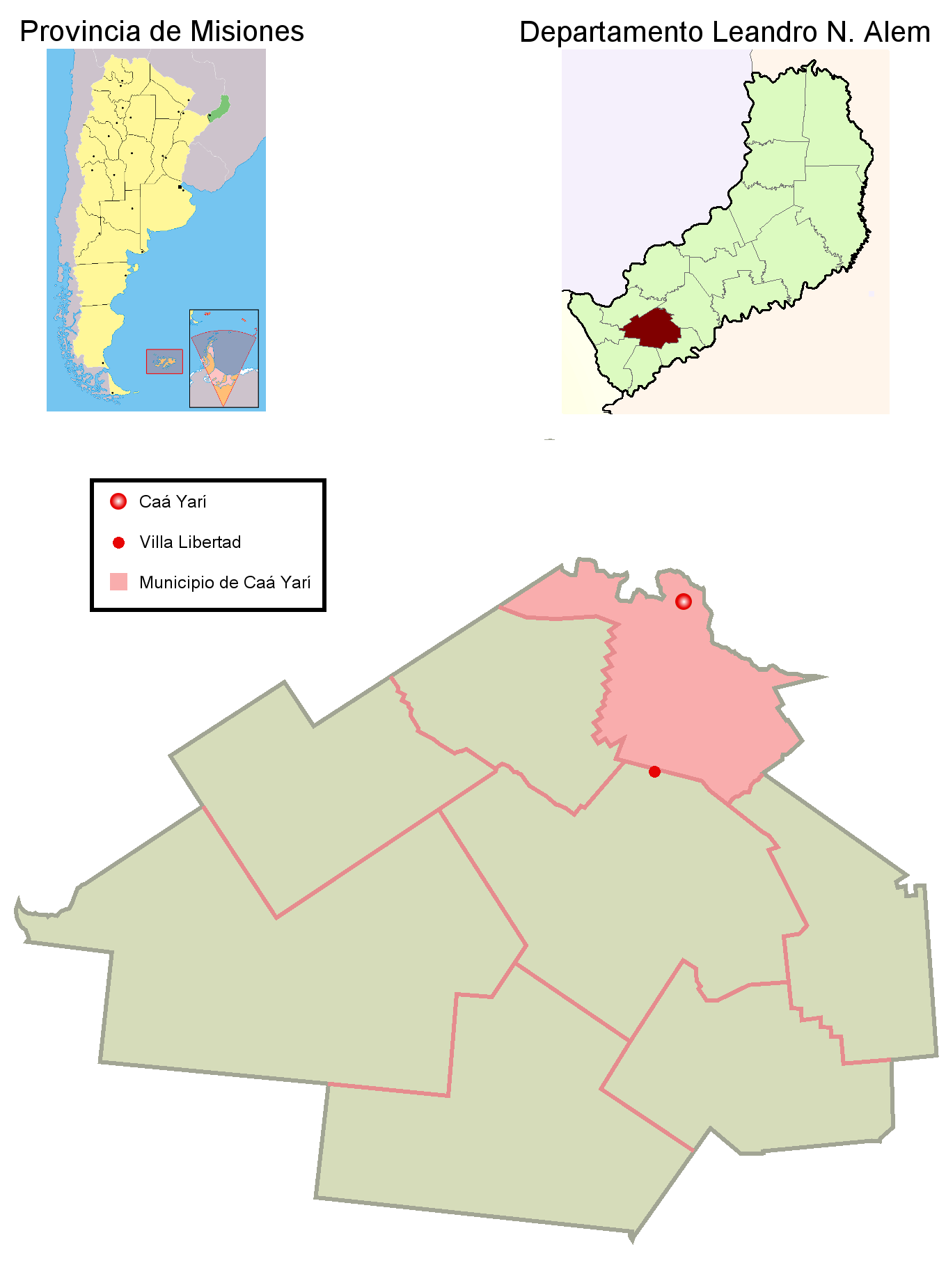
Municipio de Caá Yarí en el departamento Leandro N. Alem; el punto grande representa Caá Yarí, el pequeño Villa Libertad.

Caá Yarí es un municipio argentino de la Provincia de Misiones, ubicado dentro del Departamento Leandro N. Alem. 
Se halla a una latitud de 27° 28' Sur y a una longitud de 55° 18' Oeste.

## Población
El municipio cuenta con una población de 2500 habitantes, según el censo del año 2010 (INDEC). contaba con 135 habitantes en 2001, lo que sextuplica los 21 habitantes del censo anterior. Dentro del ejido del municipio se encuentra una pequeña parte de la población de Villa Libertad.